# Бенік
Бенік (рум. Benic) — село у повіті Алба в Румунії. Входить до складу комуни Галда-де-Жос.
Село розташоване на відстані 278 км на північний захід від Бухареста, 15 км на північ від Алба-Юлії, 62 км на південь від Клуж-Напоки.

## Населення
За даними перепису населення 2002 року у селі проживали 524 особи. Рідною мовою 523 особи (99,8%) назвали румунську.
Національний склад населення села:
| Національність | Кількість осіб | Відсоток |
| -------------- | -------------- | -------- |
| румуни         | 503            | 96,0%    |
| цигани         | 18             | 3,4%     |